# Idrott åt alla
Idrott åt alla var en statlig utredning i Sverige om sport och idrott, som tillsattes 1965 och presenterade sitt slutbetänkande i juni 1969 (SOU 1969:29). Utredningen menade att samhällsstödet till sport och idrotten i Sverige borde utformas så att alla människor skulle erbjudas idrott.